# Violence sexuelle pendant le génocide des Arméniens

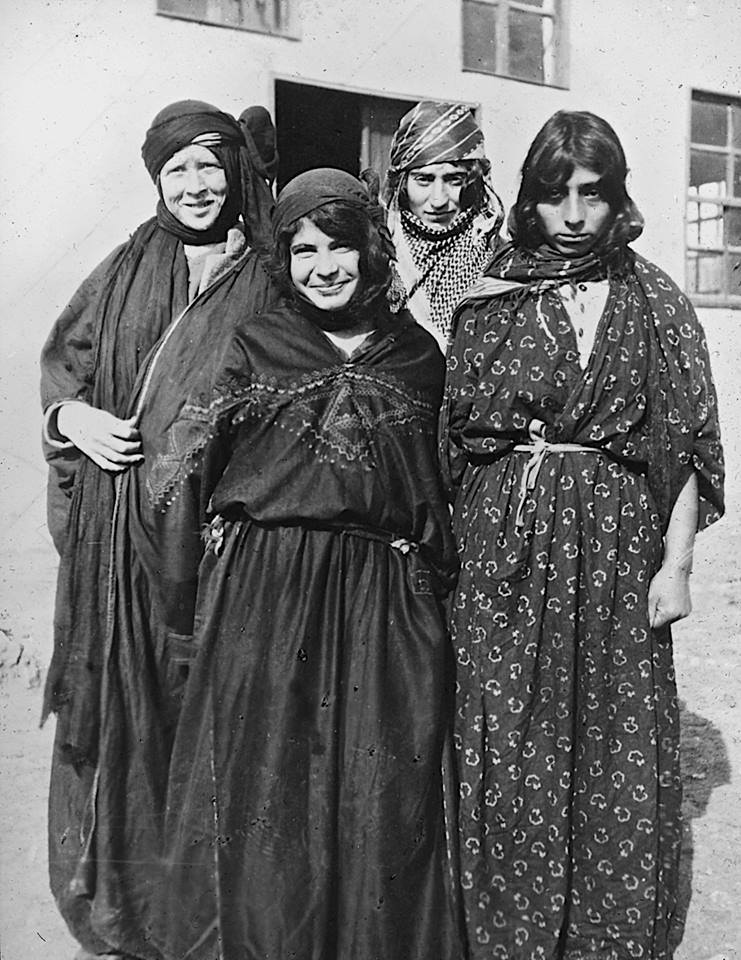
Photographie de quatre femmes arméniennes, secourues d'une réduction en esclavage, vers 1921-1928.

Pendant le génocide arménien, mené dans l'Empire ottoman gouverné par les Jeunes-Turcs, l'armée et les milices turques ainsi que des membres de la société civile entreprennent une campagne systématique de viol en tant qu'arme de génocide contre les femmes arméniennes (en) et contre les enfants des deux sexes. Les femmes et les jeunes filles sont victimes de viols mais aussi de mariage forcé, de tortures, de prostitution forcée, d'esclavage et de mutilations sexuelles,.
Heinrich Bergfeld, consul allemand de Trabzon à l'époque, signale « les nombreux viols de femmes et de filles », qui selon lui s'inscrivent dans un programme d'« extermination presque complète des Arméniens ». Le recours systématique au viol pendant le génocide est attesté par des témoins et fonctionnaires turcs, américains, autrichiens et allemands.

## Histoire

### Contexte
Dans les années qui précèdent l'exécution du génocide, la population arménienne était victime d'intimidations via des humiliations sexuelles.
Dans les années 1850 à 1870, le Patriarche d'Arménie adresse plus de 537 lettres à la Sublime Porte pour réclamer de l'aide afin de protéger les Arméniens des exactions et des injustices politiques et sociales qu'ils subissent. Il demande que le peuple soit protégé contre « le brigandage, le meurtre, l'enlèvement et le mariage des femmes et des enfants, les taxes confiscatoires ainsi que les fraudes et les extorsions menées par les autorités locales ».
Aux termes de la législation ottomane, les communautés arméniennes possédaient leurs propres systèmes de prison et de tribunaux et pouvaient traiter des infractions civiles entre chrétiens et musulmans. Néanmoins, par rapport au système judiciaire musulman, les Arméniens n'avaient aucun recours. Un musulman pouvait demander audience devant un tribunal religieux, où les témoignages des non-musulmans n'étaient pas permis ou n'avaient guère de valeur. Pour régler une affaire, un musulman pouvait simplement jurer par le Coran. Pour cette raison, les Arméniens — comme d'autres dhimmis — ne pouvaient espérer de réparations. D'après Peter Balakian, « un Kurde ou un Turc bien armé pouvait non seulement voler les biens de son hôte arménien, mais aussi violer ou enlever les femmes et les filles de la maison en toute impunité ». « En raison du système judiciaire ottoman complaisant, la fréquence des vols et des extorsions, ainsi que des viols et des enlèvements d'Arméniennes, mettaient constamment en danger les Arméniens ».
En 1895, Frederick Davis Greene publie The Armenian Crisis in Turkey: The Massacre of 1894, Its Antecedents and Significance. L'ouvrage relève le fait que les hommes sont tués sommairement alors que les femmes et les enfants subissent d'effroyables agressions sexuelles.

### Exécution des viols en tant qu'arme du génocide
Le génocide commencé en 1915 était planifié à l'avance. Un document surnommé Les Dix commandements, obtenu par le commandant C. H. Heathcote Smith du British Naval Volunteer Service, indique en détail comment le génocide devait être perpétré.
L'un des objectifs du viol en tant que génocide est la grossesse forcée ; néanmoins, les femmes qui ne peuvent pas porter d'enfant sont elles aussi victimes d'agressions. Au cours du génocide arménien, le viol des jeunes filles est très documenté : elles étaient agressées dans leurs propres maisons avant d'être déplacées de force ou envoyées dans les marches de la mort vers le désert syrien. Un témoin raconte : « c'était de leur part très habituel de violer nos filles en notre présence. Très souvent, ils violentaient des filles de huit ou dix ans qui, après l'agression, ne pouvaient plus marcher ; alors, elles étaient tuées ». Un autre témoin déclare que, dans son village, chaque fille âgée de 12 ans ou davantage, et même certaines filles plus jeunes, ont été violées.
Une fois que les hommes étaient séparés des femmes, celles-ci étaient systématiquement violées puis tuées, ainsi que tous les enfants,. D'après les témoignages, la pratique du viol était « plus ou moins universelle ». Les Arméniens . Les femmes étaient violées tous les jours et beaucoup ont été forcées d'exercer comme prostituées. Beaucoup sont mortes sous les coups de baïonnettes, ou à cause du froid ou de sévices sexuels prolongés.
En 2008, A. Dirk Moses définit le génocide comme « un acte social total ». Dans ce cadre, le viol peut être vu comme une partie intégrante du génocide. En général, le génocide conduit à attaquer le rôle familial des victimes, y compris la manière dont elles concourent à la reproduction du groupe visé selon les criminels. Certains traits récurrents des génocides sont l'assassinat des bébés devant leurs parents, contraindre une personne à violer une femme de sa famille ainsi que l'atteinte aux organes reproducteurs. Sous cet angle, le génocide arménien constitue un cas d'école. Les agresseurs appliquent un schéma de destruction des familles. Lors des attaques sur les villages, les hommes sont tués et les personnes restantes sont violées, déplacées de force ou assassinées. Un autre objectif des viols est la destruction des élites du groupe afin de semer la confusion. Ces actes forment une démonstration publique de la domination des attaquants sur le peuple arménien et ils entraînent une « souffrance totale » des deux sexes : en effet, les témoins constatent que les personnes qu'ils aiment conservent des séquelles des agressions sexuelles et des tortures perpétrées.
D'après Taner Akçam, la prostitution forcée, le viol et les agressions sexuelles étaient courants et les commandants de l'armée disaient à leurs hommes de « faire [des Arméniens] ce que bon vous semblera ». Des soldats de l'armée allemande à Deir ez-Zor ont aidé à l'ouverture d'un bordel. Pendant le génocide, les hommes avaient toute latitude pour faire ce qu'ils voulaient des Arméniennes. Les femmes et les enfants arméniens étaient exposés nus dans des ventes aux enchères à Damas pour y être vendus comme esclaves sexuels. La réduction des Arméniennes en esclavage sexuel représentait une source importante de revenus pour les soldats qui y participaient. Dans les localités arabes, les Arméniennes réduites en esclavage se vendaient à bas prix. Le consul allemand de Mossoul déclare que le prix maximal d'une Arménienne n'était que de « 5 piastres ».
Karen Jeppe, qui travaillait pour la Société des Nations à Alep et qui a essayé d'obtenir la libération de dizaines de milliers de femmes et d'enfants enlevés, a déclaré en 1926 qu'elle avait parlé à des milliers de femmes et qu'une seule n'avait pas subi d'agression sexuelle.
Rössler, consul allemand à Alep pendant le génocide, a entendu de la part d'un Arménien « objectif » qu'environ un quart des jeunes femmes étaient régulièrement violées par les gendarmes et que « les plus jolies » étaient agressées par 10 ou 15 hommes. Après ces crimes, les femmes et les filles étaient abandonnées, nues, à l'agonie.

### Procès
Après la Première Guerre mondiale, les Britanniques font pression sur le sultan pour que les responsables du Comité Union et Progrès soient traduits en justice. En avril 1919, plus de 100 fonctionnaires turcs avaient été arrêtés.
Le chef de la police de Trabzon, Nuri, déclare que des jeunes filles lui ont été offertes par le gouverneur général du comité central d'Union et Progrès. Un marchand répondant au nom de Mehmed Ali a témoigné que les enfants étaient tués à l'hôpital du Croissant rouge et qu'en outre, les jeunes filles étaient violées et que le gouverneur général détenait quinze jeunes filles à titre de gratification sexuelle. Un soldat, Hasan Maruf, a déclaré aux Britanniques que « les fonctionnaires du gouvernement à Trébizonde ont choisi certaines des plus jolies femmes arméniennes issues des meilleures familles. Après leur avoir fait subir les pires outrages, ils les ont fait exécuter ».